# Clément Grenier
Clément Grenier (Annonay, 7 de janeiro de 1991) é um futebolista francês que atua como meia. Atualmente, defende o Mallorca.

## Clubes

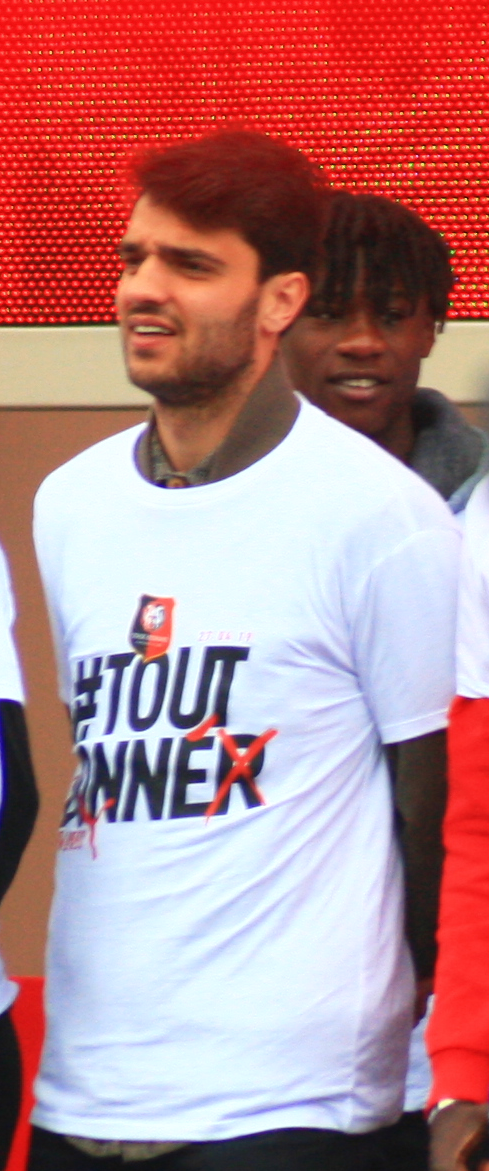
Fotografia de Clément Grenier, em Rennes.

Atuou desde adolescente no Lyon onde permaneceu até janeiro de 2018. A partir de 2014 teve a carreira prejudicada ao contrair Staphylococcus aureus e uma cirurgia na virilha, que o deixou longe dos gramados. Em janeiro de 2017 foi emprestado a Roma onde jogou apenas em apenas seis jogos. Em janeiro de 2018 assinou por um ano e meio com o Guingamp e conseguiu destacar-se. Em 24 de julho de 2018, o Rennes o contratou por três temporadas.

## Seleção Francesa
A estreia na seleção principal ocorreu em 5 de junho de 2013, em partida amistosa contra a Seleção Uruguaia.
Chegou a fazer parte da lista final que iria disputar a Copa do Mundo FIFA de 2014, porém foi cortado por causa de uma lesão na virilha durante os treinamentos.

## Títulos
Lyon
- Copa da França: 2011–12
- Supercopa da França: 2012

Rennes
- Copa da França: 2018–19

França
- Campeonato Europeu Sub-19: 2010